# چیرزلی
چیرزلی (به انگلیسی: Chearsley) یک محله مدنی و روستا در بریتانیا است که در الزبری ول واقع شده‌است. چیرزلی ۵۳۹ نفر جمعیت دارد.